# Selección femenina de fútbol sub-20 de Nueva Zelanda
La selección femenina de fútbol sub-20 de Nueva Zelanda representa a Nueva Zelanda en las competiciones internacionales de fútbol femenino en la categoría. Su organización está a cargo de la Asociación de Fútbol de Nueva Zelanda perteneciente a la OFC.

## Estadísticas

### Copa Mundial Femenina Sub-20
| Copa Mundial Femenina de Fútbol Sub-20 | Copa Mundial Femenina de Fútbol Sub-20 | Copa Mundial Femenina de Fútbol Sub-20 | Copa Mundial Femenina de Fútbol Sub-20 | Copa Mundial Femenina de Fútbol Sub-20 | Copa Mundial Femenina de Fútbol Sub-20 | Copa Mundial Femenina de Fútbol Sub-20 | Copa Mundial Femenina de Fútbol Sub-20 | Copa Mundial Femenina de Fútbol Sub-20 |             |
| Año                                    | Etapa                                  | Posición                               | J                                      | G                                      | E                                      | P                                      | GF                                     | GA                                     |             |
| -------------------------------------- | -------------------------------------- | -------------------------------------- | -------------------------------------- | -------------------------------------- | -------------------------------------- | -------------------------------------- | -------------------------------------- | -------------------------------------- | ----------- |
| 2002                                   | No clasificó                           | No clasificó                           | No clasificó                           | No clasificó                           | No clasificó                           | No clasificó                           | No clasificó                           | No clasificó                           |             |
| 2004                                   | No clasificó                           | No clasificó                           | No clasificó                           | No clasificó                           | No clasificó                           | No clasificó                           | No clasificó                           | No clasificó                           |             |
| 2006                                   | Fase de grupos                         | 14º                                    | 3                                      | 0                                      | 1                                      | 2                                      | 2                                      | 6                                      |             |
| 2008                                   | Fase de grupos                         | 9º                                     | 3                                      | 1                                      | 1                                      | 1                                      | 7                                      | 7                                      |             |
| 2010                                   | Fase de grupos                         | 14º                                    | 3                                      | 0                                      | 0                                      | 3                                      | 3                                      | 8                                      |             |
| 2012                                   | Fase de grupos                         | 9º                                     | 3                                      | 1                                      | 1                                      | 1                                      | 4                                      | 7                                      |             |
| 2014                                   | Cuartos de final                       | 7º                                     | 4                                      | 2                                      | 0                                      | 2                                      | 6                                      | 8                                      |             |
| 2016                                   | Fase de grupos                         | 12º                                    | 3                                      | 1                                      | 0                                      | 2                                      | 2                                      | 5                                      |             |
| 2018                                   | Fase de grupos                         | 14º                                    | 3                                      | 0                                      | 1                                      | 2                                      | 1                                      | 3                                      |             |
| 2022                                   | Fase de grupos                         | 13º                                    | 3                                      | 0                                      | 2                                      | 1                                      | 3                                      | 6                                      |             |
| 2024                                   | Fase de grupos                         | 22º                                    | 3                                      | 0                                      | 0                                      | 3                                      | 2                                      | 13                                     |             |
| 2026                                   | Por definir                            | Por definir                            | Por definir                            | Por definir                            | Por definir                            | Por definir                            | Por definir                            | Por definir                            | Por definir |
| Total                                  | 9/11                                   | 16º                                    | 28                                     | 5                                      | 6                                      | 17                                     | 30                                     | 63                                     |             |

### Campeonato Femenino Sub-20 de la OFC
| Campeonato Femenino Sub-20 de la OFC | Campeonato Femenino Sub-20 de la OFC | Campeonato Femenino Sub-20 de la OFC | Campeonato Femenino Sub-20 de la OFC | Campeonato Femenino Sub-20 de la OFC | Campeonato Femenino Sub-20 de la OFC | Campeonato Femenino Sub-20 de la OFC | Campeonato Femenino Sub-20 de la OFC |              |
| Año                                  | Etapa                                | Posición                             | G                                    | E                                    | P                                    | GF                                   | GC                                   |              |
| ------------------------------------ | ------------------------------------ | ------------------------------------ | ------------------------------------ | ------------------------------------ | ------------------------------------ | ------------------------------------ | ------------------------------------ | ------------ |
| 2002                                 | Final                                | 2º                                   | 4                                    | 0                                    | 1                                    | 35                                   | 6                                    |              |
| 2004                                 | No participó                         | No participó                         | No participó                         | No participó                         | No participó                         | No participó                         | No participó                         | No participó |
| 2006                                 | Final                                | 1º                                   | 5                                    | 0                                    | 0                                    | 33                                   | 1                                    |              |
| 2010                                 | Final                                | 1º                                   | 3                                    | 0                                    | 0                                    | 27                                   | 0                                    |              |
| 2012                                 | Final                                | 1º                                   | 3                                    | 0                                    | 0                                    | 28                                   | 1                                    |              |
| 2014                                 | Final                                | 1º                                   | 3                                    | 0                                    | 0                                    | 18                                   | 1                                    |              |
| 2015                                 | Final                                | 1º                                   | 4                                    | 0                                    | 0                                    | 69                                   | 0                                    |              |
| 2017                                 | Final                                | 1º                                   | 5                                    | 0                                    | 0                                    | 48                                   | 1                                    |              |
| 2019                                 | Final                                | 1º                                   | 5                                    | 0                                    | 0                                    | 63                                   | 2                                    |              |
| Total                                |                                      | 33                                   | 32                                   | 0                                    | 1                                    | 321                                  | 12                                   |              |